# Liste der Weltcupsieger im Rennrodeln

Logo der FIL

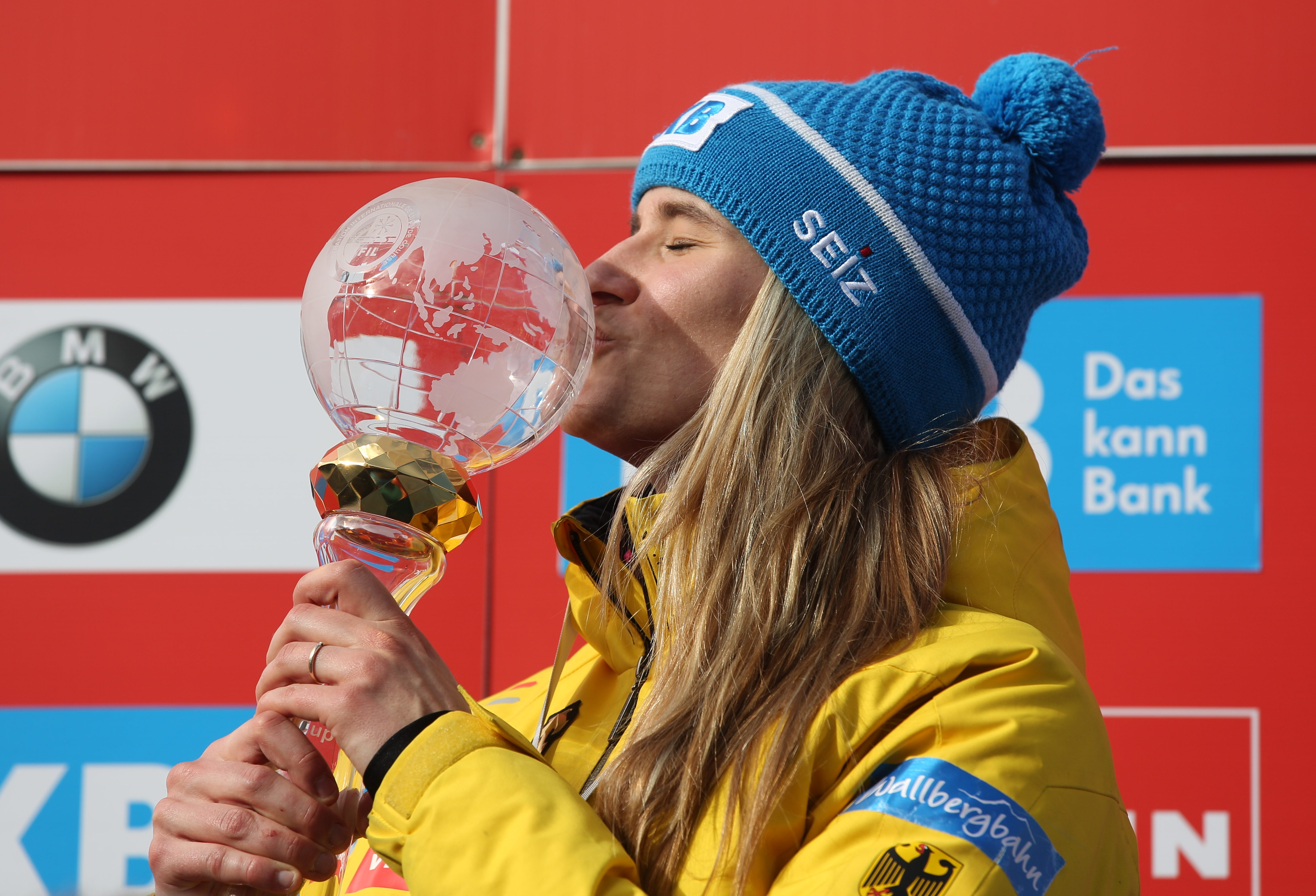
Natalie Geisenberger mit der Glaskugel der Gesamtweltcupsiegerin (Altenberg, 2017)

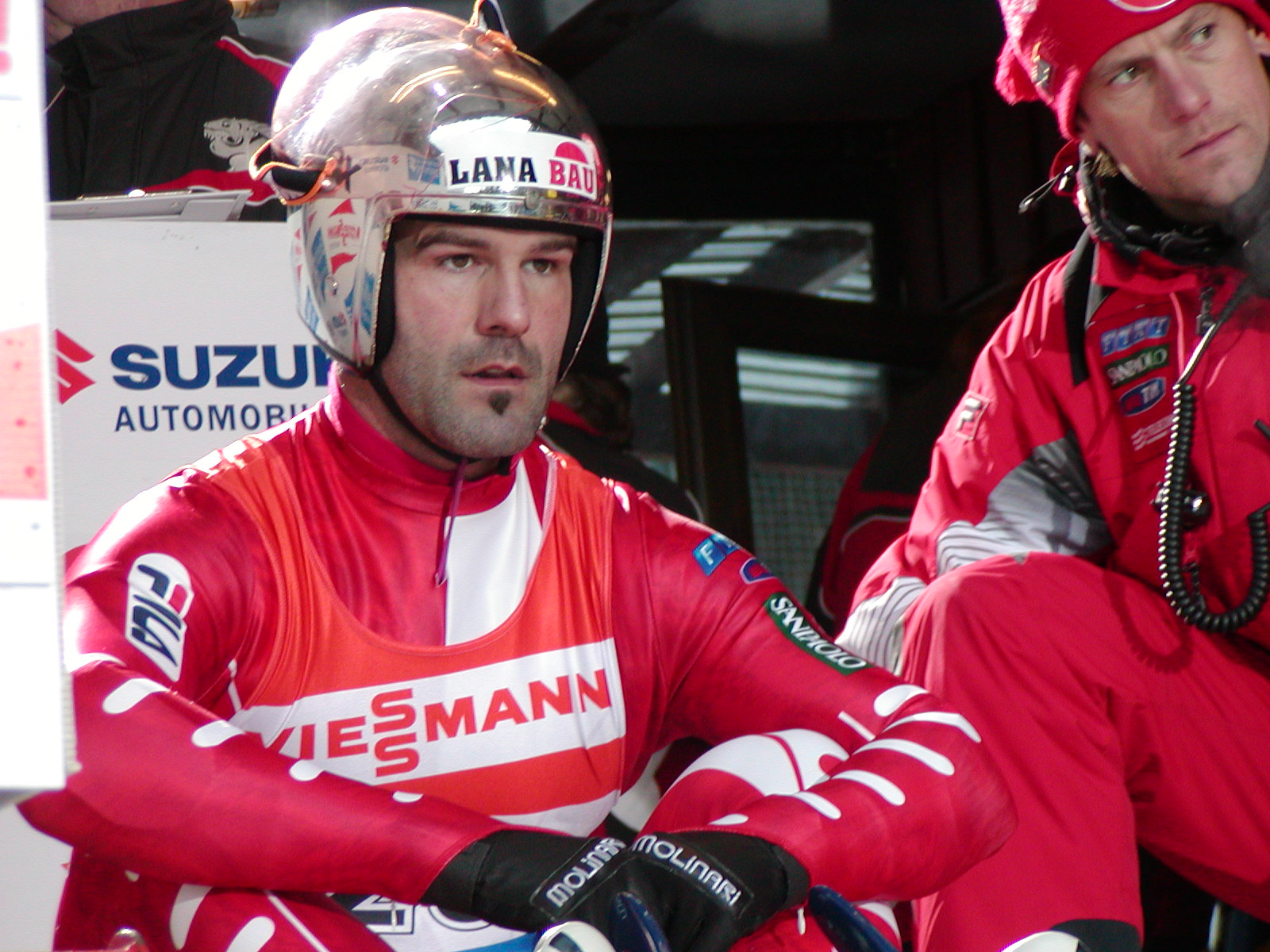
Armin Zöggeler am Start beim Rodel-Weltcup 2005 in Oberhof

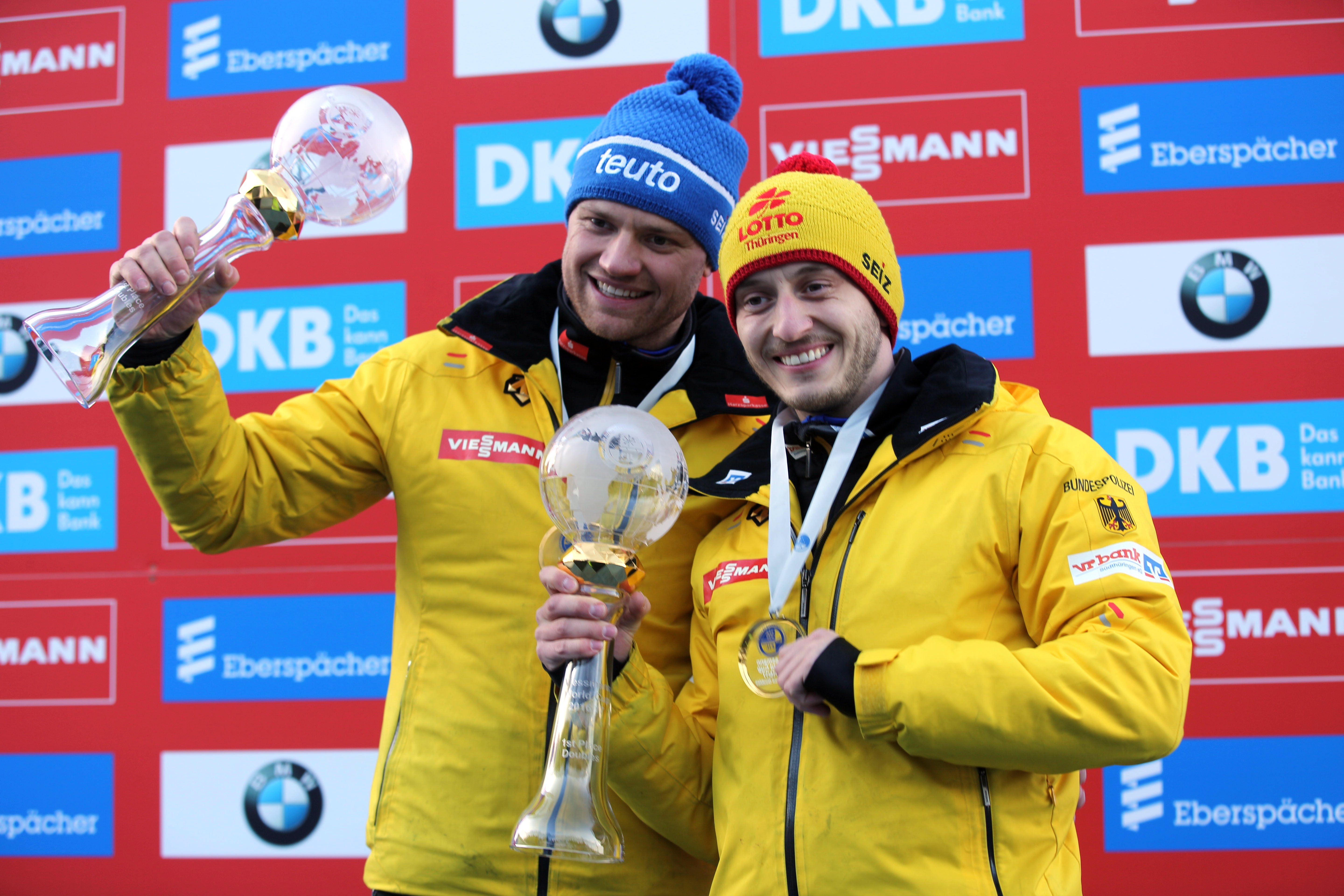
Toni Eggert und Sascha Benecken mit der Glaskugel der Gesamtweltcupsieger (Altenberg, 2017)

Die Liste der Weltcupsieger im Rennrodeln besteht aus zwei Teilen. Im ersten Teil wird eine Übersicht über die Sieger sowie die zweit- und drittplatzierten Athleten der Rennrodelsaisonen gegeben. Diese Übersicht wird anschließend durch mehrere Statistiken ausgewertet. Der zweite Teil der Liste führt in chronologischer Reihenfolge alle Weltcupsieger der Frauen- und Männereinzel sowie der Doppelsitzerwettbewerbe auf. Auch der zweite Teil der Liste wird durch mehrere Statistiken ausgewertet. Viele der Listen und Statistiken sind sortierbar.

## Flaggenlegende
| - Volksrepublik China - Deutschland - mit DDR - mit BR Deutschland | - Frankreich - Italien - Japan - Jugoslawien | - Kanada - Südkorea - Lettland - Liechtenstein | - Norwegen - Österreich - Russland - Schweden | - Schweiz - Tschechoslowakei - Sowjetunion - Vereinigte Staaten |

## Austragungsorte

### Austragungsorte nach Bahnen
- 41  Igls
- 40  Königssee
- 35 / Oberhof
- 31  Winterberg
- 30 / Altenberg
- 28  Sigulda
- 22  Calgary
- 18  Lake Placid
- 10  Lillehammer
- 9  St. Moritz
- 8  Hammarstrand
- 8  Imst
- 8  Park City
- 8  Sarajevo
- 6  Sotschi
- 6  Whistler
- 5  Cesana Pariol (darunter 1 Ausfall)
- 4  Nagano
- 3  La Plagne
- 3  Olang
- 2  Paramonowo
- 1  Pyeongchang
- 1  Tatranská Lomnica
- 1  Yanqing

Stand: 1. April 2022

### Austragungsorte nach Ländern
- Deutschland 136 Rennen auf vier Bahnen
  - davon  BR Deutschland 17 Rennen auf zwei Bahnen
  - davon  Deutsche Demokratische Republik 8 Rennen auf zwei Bahnen
- Österreich 49 Rennen auf zwei Bahnen
- Kanada 28 Rennen auf zwei Bahnen
- Lettland 28 Rennen auf einer Bahn
  - davon  Sowjetunion 1 Rennen auf einer Bahn
- Vereinigte Staaten 26 Rennen auf zwei Bahnen
- Norwegen 10 Rennen auf einer Bahn
- Schweiz 9 Rennen auf einer Bahn
- Italien 8 Rennen auf zwei Bahnen (einschließlich einem kurzfristigen Ausfall)
- Jugoslawien 8 Rennen auf einer Bahn
- Russland 8 Rennen auf zwei Bahnen
- Schweden 8 Rennen auf einer Bahn
- Japan 4 Rennen auf einer Bahn
- Frankreich 3 Rennen auf einer Bahn
- Volksrepublik China 1 Rennen auf einer Bahn
- Südkorea 1 Rennen auf einer Bahn
- Tschechoslowakei 1 Rennen auf einer Bahn

Stand: 1. April 2022

## Belege
1. ↑  die Liste und die Statistiken geht auf die angegebenen Webseiten zurück, wurde zudem ergänzt und korrigiert durch die zum Großteil nicht veröffentlichten offiziellen Ergebnislisten der Weltcups
2. ↑  Stand des Textes und der Statistiken: nach der Saison 2021/22.